# Harris (Kansas)
Harris es un lugar designado por el censo ubicado en el condado de Anderson en el estado estadounidense de Kansas. En el año 2010 tenía una población de 51 habitantes.

## Geografía
Harris se encuentra ubicado en las coordenadas 39°19′9.13″N 95°26′12.54″O / 39.3192028, -95.4368167 (38.319202° -95.436816°).